# Комахи
Кома́хи (Insecta) — клас членистоногих тварин з підтипу трахейнодихаючих. Найчисельніший і найрізноманітніший клас в усьому тваринному царстві: станом на серпень 2013 року було відомо 1 070 781 вид комах, включно з 17 203 викопними видами; однак науковці припускають, що загальна кількість існуючих видів комах складає від близько 2 мільйонів до 5—6 і навіть 8 мільйонів видів. Список комах, занесених до Червоної книги України, включає 226 видів. Вивчає комах наука ентомологія.

## Загальна характеристика
Комахи — поширені на всьому суходолі, включаючи Антарктиду, тварини завдовжки від 0,2 мм до 64 см (паличник Phryganistria chinensis Zhao).
Тіло комах складається з трьох відділів (тагм) — голови, грудей і черевця, кожен з яких складається з сегментів (сегменти голови злиті) і вкритий хітинізованими покривами. На голові є пара членистих вусиків (антени), ротові придатки, органи зору. До грудей кріпляться 3 пари членистих ніг і 1—2 пари крил. На кінці черевця розташовані статеві і хвостові придатки (церки), іноді жало. Органи виділення — головним чином, мальпігієві судини. Кровоносна система незамкнена. Функцію серця виконує спинна судина, функцію крові — гемолімфа. Органи дихання — трахеї (у водних — зябро-трахеї), що відкриваються назовні дихальцями. Органи чуття дуже різноманітні, в основі будови багатьох з них лежать так звані сенсили, розкидані по різних частинах тіла поодиноко або зібрані у великі скупчення. Є органи зору — фасеткові очі та прості вічка, слуху — тимпанальний апарат, дотику — чуттєві волоски, нюху — ямки і волоски, рівноваги — хордотональний апарат та ін.
Майже всі комахи роздільностатеві. Розвиток відбувається з (перетворенням), яке буває повним (коли личинка різко відрізняється від дорослої особини (імаго) і перетворюється на лялечку, з якої виходить доросла комаха), або неповним (личинка, що вийшла з яйця, має вигляд, близький до імаго, стадії лялечки нема).
Відомо 1-3 млн видів, поширених від Антарктиди до 84° північної широти. Більшість комах — наземні тварини, багато видів живе в землі, деякі в прісних водах, окремі — в морях. Більшість видів комах — фітофаги, є всеїдні (таргани), хижаки (поїдають інших комах, молюсків, червів тощо), копрофаги (гнойовики), кровосисні (комарі, воші, блохи).
Є багато видів, які мають позитивне чи негативне значення для людини. Деякі комахи приносять користь як запилювачі рослин; деякі виробляють речовини, які використовують як харчові продукти та сировину для промисловості (мед, віск, шовк, природні фарби). Багато комах — шкідники сільського та лісового господарств, окремі — переносники паразитів та збудників хвороб людини, тварин або рослин, деякі самі є паразитами.

## Класифікація
Класифікація досить складна, існує кілька різних систем.
Раніше комах поділяли на два підкласи:
- Entognatha (Ентогнатні, прихованощелепні): об'єднують три ряди: безвусикові, ногохвости, двохвістки. Зараз виділяються в окремий клас.
- Ectognatha (Ектогнатні, відкритощелепні): поділяються на первиннобезкрилих з 2 рядами — щетинкохвости і махіліди — та крилатих, до яких належить переважна більшість комах: комахи з неповним перетворенням (одноденки, бабки, терміти, таргани, богомоли, веснянки, прямокрилі, сіноїди, пухоїди, воші, рівнокрилі та ін.) і комахи з повним перетворенням (жуки, сітчастокрилі, верблюдки, метелики, перетинчастокрилі, блохи, двокрилі та ін.)

Зараз найчастіше у класі виділяють два підкласи Первиннобезкрилі комахи і крилатих, останні розділяють на два інфраряди Давньокрилі і Новокрилі.
До давньокрилих відносять бабок, одноденок і деякі вимерлі ряди. Новокрилих поділяють на надряди Endopterygota (комахи з повним перетворенням), Paraneoptera (воші, трипси, напівтвердокрилі), Orthopteroidea (тарганоподібні, прямокрилі).
Постійно пропонуються нові удосконалення до систематики комах.

## Зовнішня будова

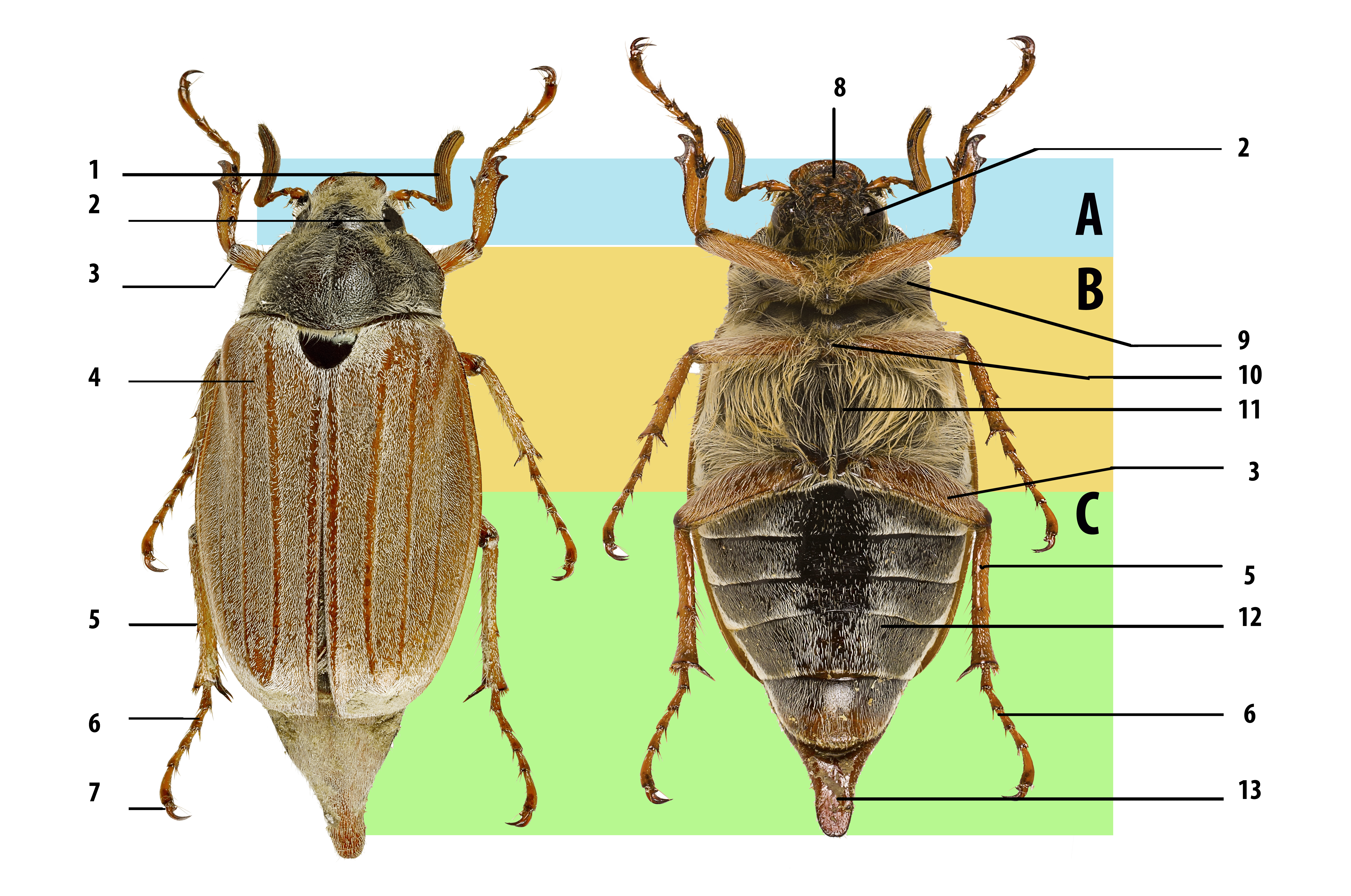
Загальний план зовнішньої будови комах на прикладі травневого хруща. А — голова, В — груди, С — черевце.
1 — вусики, 2 — складне око, 3 — стегно, 4 — дві пари крил (у цьому випадку друга пара знаходиться під першою), 5 — голінка, 6 — лапка, 7 — кігтик, 8 — ротовий апарат, 9 — передньогруди, 10 — середньогруди, 11 — задньогруди, 12 — стерніти черевця, 13 — пігідій.

Тіло комах розділене на три відділи: голову, груди та черевце.

### Голова
Голова утворюється з шести сегментів, що повністю зливаються у дорослої комахи. Перший і третій сегменти не мають придатків, другий несе пару вусиків (антен); на четвертому, п'ятому та шостому сегментах розвиваються парні частини ротового апарату — верхні щелепи (мандибули), нижні щелепи (максили) і нижня губа. Вусики за будовою і розміром дуже варіюють і є важливою систематичною ознакою. Вони можуть мати ниткоподібну, пластинчасту, булавоподібну та інші форми. Розвиток і форма щелеп і нижньої губи залежать від характеру живлення. Виділяють такі основні типи ротового апарату:
- гризучий (таргани, жуки, мурахи, личинки метеликів);
- гризучо-лижучий (бджоли, джмелі);
- колючо-сисний — нижня губа утворює довгий хоботок, а щелепи перетворюються на колючі щетини (комарі, попелиці);
- сисний — хоботок розвивається з нижніх щелеп, а верхні повністю редукуються (метелики);
- лижучий — утворений нижньою губою (мухи).

У багатьох дорослих комах, які не живляться ротові органи взагалі не розвинені (одноденки).
Комахи здатні рухати головою. Рухи ці в більшості випадків обмежені однією площиною (вертикальною або горизонтальною), і лише богомоли можуть повертати голову в декількох площинах.

### Груди
Груди складаються з трьох сегментів, які несуть три пари членистих кінцівок. Залежно від способу пересування кінцівки можуть бути різних типів (див. статтю «Ноги комах»).
У більшості комах до другого і третього сегментів грудей прикріплюються органи польоту — крила. Вони утворюються як вирости покривного епітелію і зміцнюються жилками. У примітивніших видів передні та задні крила однакові за будовою і функцією, яку вони виконують (бабки). У мух і комарів розвивається лише передня пара крил, у віялокрилих — задня. Нерідко передні крила виконують захисну функцію, перетворюючись на надкрила (напівтвердокрилі, жуки). Багато видів комах повторно втратили крила (блохи, воші), що пов'язано з особливостями їхньої життєдіяльності. Крила приводяться в рух літальними м'язами, що займають значний обсяг грудного відділу.

### Черевце
Черевце у різних груп комах складається з різної кількості сегментів (не більше дванадцяти). Воно майже завжди позбавлене кінцівок. На кінці черевця часто наявні придатки: церки, грифельки, яйцеклад (у самиць). Черевце комах позбавлене кінцівок або вони видозмінені на органи парування (у самців), яйцеклад (у самиць коників) чи жало (у ос і бджіл).

## Внутрішня будова

Морфологія комахи
A — голова, B — груди, C — черевце
1. антена,
2. вічко (нижнє),
3. вічко (верхнє),
4. складне око,
5. мозок,
6. передньогруди,
7. дорсальна артерія,
8. трахеї,
9. средньогруди,
10. задньогруди,
11. переднє крило,
12. заднє крило,
13. середня кишка (шлунок),
14. серце,
15. яєчник,
16. задня кишка (кишківник, пряма кишка і анальний отвір),
17. анус,
18. вагіна,
19. абдомінальний ганглій,
20. мальпігієві судини,
21. подушечка,
22. кігтики,
23. лапка,
24. голінка,
25. стегно,
26. вертлюг,
27. передня кишка (стравохід, шлунок),
28. грудний ганглій,
29. тазик,
30. слинна залоза,
31. підглотковий ганглій,
32. ротовий апарат

| 1. антена, 2. вічко (нижнє), 3. вічко (верхнє), 4. складне око, 5. мозок, 6. передньогруди, 7. дорсальна артерія, 8. трахеї, 9. средньогруди, 10. задньогруди, 11. переднє крило, 12. заднє крило, | 13. середня кишка (шлунок), 14. серце, 15. яєчник, 16. задня кишка (кишківник, пряма кишка і анальний отвір), 17. анус, 18. вагіна, 19. абдомінальний ганглій, 20. мальпігієві судини, 21. подушечка, | 22. кігтики, 23. лапка, 24. голінка, 25. стегно, 26. вертлюг, 27. передня кишка (стравохід, шлунок), 28. грудний ганглій, 29. тазик, 30. слинна залоза, 31. підглотковий ганглій, 32. ротовий апарат |

### Покриви
Хітинова кутикула в усіх наземних видів укрита тоненьким шаром воскоподібної речовини, яка перешкоджає випаровуванню води. На тілі комах є численні волоски, що виконують функцію органів дотику або слуху.

### Нервова система
Нервова система побудована за типом нервового ланцюжка; центральна нервова система включає мозковий ганглій (головний мозок), підглотковий ганглій, сегментарні ганглії черевного ланцюжка. Головний мозок досягає великого розвитку, особливо у суспільних комах.

### Органи чуття
Фасеткові очі комах розташовані на першому сегменті голови. Нерідко є ще декілька простих очок (наприклад у медоносної бджоли). Багато видів мають гарний зір. Так, бджоли можуть розрізняти форму предметів і деякі кольори (червоний, жовтий, зелений, синьо-фіолетовий, ультрафіолетовий). На відміну від людських, очі бджіл чутливі до поляризованого світла. Усі комахи здатні сприймати коливання температури. Терморецептори локалізовані у них в особливих волосках на члениках ніг. У багатьох комах розвинені органи слуху, утворені волосками на ногах і черевці. Дуже добре розвинені органи хімічного чуття і нюху. Смакові рецептори містяться на ротових частинах і на лапках. Комахи чутливі до рівня вологості повітря та магнітних полів.

### Травна система
У ротову порожнину впадають протоки слинних залоз. У личинок метеликів на нижній губі є шовковичні залози, секрет яких швидко застигає на повітрі і який вони використовують для плетіння коконів. Ротова порожнина веде до стравоходу й далі до шлунка. Залозисті клітини кишківника виробляють травні ферменти, склад яких визначається характером їжі комахи. Травна система починається ротовою порожниною, в яку входять протоки слинних залоз. Травна частина складається з 3 відділів: передньої, середньої і задньої кишки; довжина і об'єм його залежать від роду їжі та її поживності.

### Дихальна система
Дихальна система представлена добре розвиненою мережею повітроносних трубок — трахей. Вони відкриваються на поверхню тіла невеличкими отворами — дихальцями. Вентиляція трахей у багатьох видів здійснюється рухом черевця. Деякі комахи (жуки водолюби, клоп гладун) що живуть під водою, періодично піднімаються на поверхню і запасають повітря під надкрилами, де воно утримується волосками з незмочуваною поверхнею.

### Кровоносна система
Кровоносна система незамкнена. Безбарвна гемолімфа, яка циркулює в порожнині тіла комах, слугує для транспортування поживних речовин, продуктів обміну, гормонів. Рух гемолімфи забезпечується скороченнями спинної судини — серця.

### Видільна система
Видільна система утворена мальпігієвими судинами — тонкими трубкоподібними виростами кишківника. Їхні вільні кінці лежать у порожнині тіла. Розчинні продукти обміну поглинаються клітинами стінок мальпігієвих судин і просвітами проходять у кишку. Пристосуванням для акумуляції води у комах є жирове тіло. Внаслідок окиснення жирової тканини виділяється велика кількість води.

### Статева системата розвиток
Детальніше у статті Життєвий цикл комах
Майже всі комахи роздільностатеві. Чоловічі статеві органи у багатьох комах представлені парними сім'яниками, сім'явивідними протоками і копулятивним органом, а жіночі — двома яєчниками та жіночими статевими шляхами У багатьох видів добре виражений статевий диморфізм: самці та самиці відрізняються за розмірами, забарвленням, розвитком крил, будовою ротового апарату. У більшості метеликів і жуків запліднення зовнішньо-внутрішнє. У цьому випадку сперматозоїди виводяться в навколишнє середовище й вкриваються захисною оболонкою, що запобігає їхньому висиханню. Самиця підбирає їх за допомогою статевих придатків. Часто зустрічається внутрішнє запліднення, коли сім'яна рідина вводиться безпосередньо в статеві шляхи самиці. Іноді яйця розвиваються шляхом партеногенезу (попелиці, паличники).
Практично в усіх комах у життєвому циклі присутня личинка — їм властивий розвиток із перетворенням. У разі розвитку з неповним перетворенням личинка веде такий самий спосіб життя, як і доросла особина — імаго. У разі розвитку з повним перетворенням личинка виходить з яйця на ранніх етапах розвитку. На стадії лялечки відбувається руйнування личинкових органів і формування органів імаго. Ріст комах супроводжується линянням. Доросла комаха не линяє.

## Поширеність та місця проживання

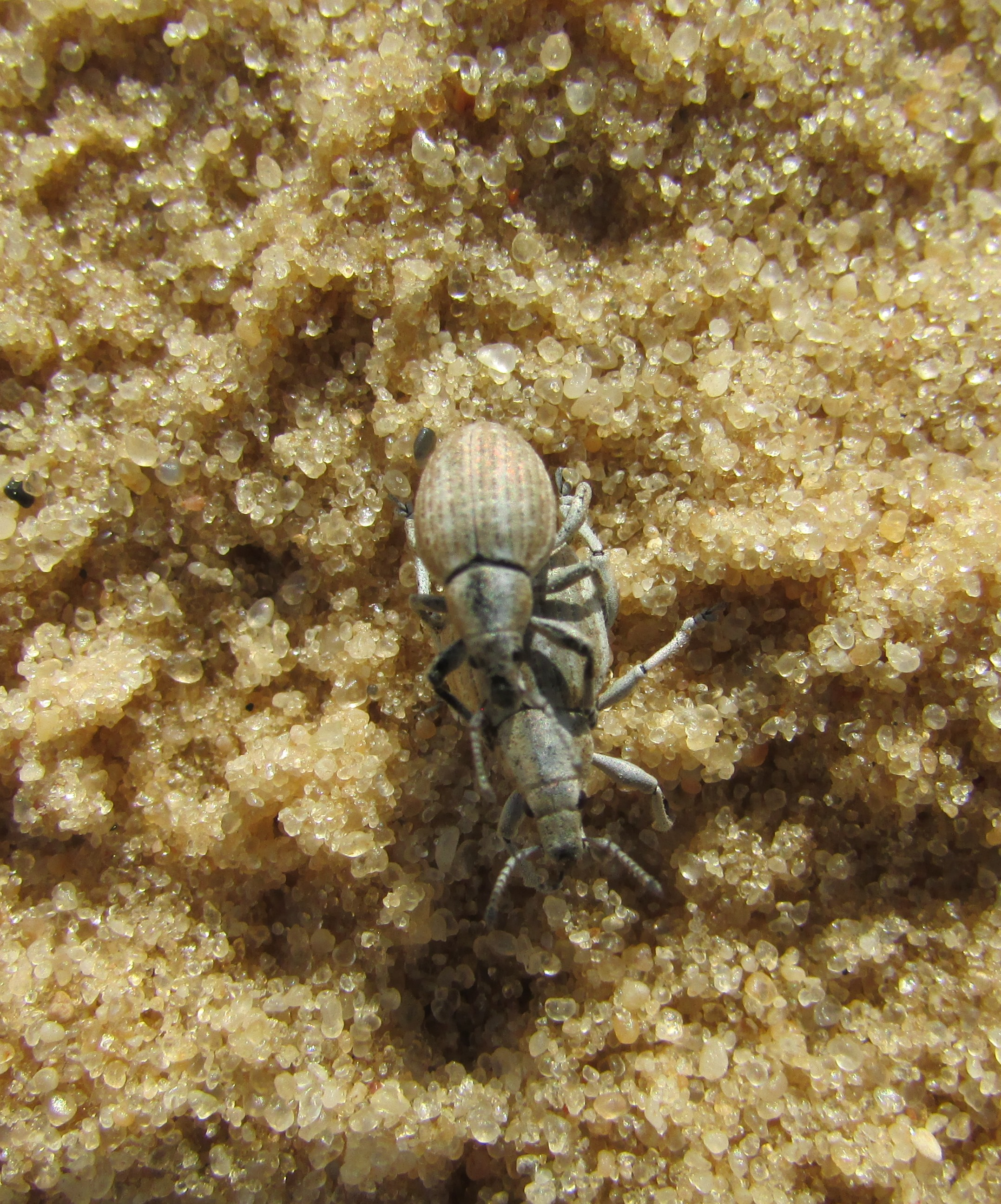
Подібно до багатьох інших пустельних тварин, деякі комахи мають пісочне забарвлення. Ймовірно, воно відіграє маскувальну роль. На фото — пара жуків-довгоносиків Attactagenus albinus у
Національному природному парку «Олешківські піски»

Комахи живуть в переважній більшості відомих наземних біотопів, зайнявши такі негостинні екосистеми, як вершини гір, глибокі печери, а також зароджуються екосистеми на недавно утворених островах вулканічного походження. Відомі й морські комахи, пов'язані з особливою родиною водомірок із відділу Напівтвердокрилі (крім них, у прибережних солоних водах зрідка поселяються інші, типово прісноводні клопи).
Вибірковість стацій (місць існування) є досить істотною і характерною властивістю комах. Кожен вид має свій набір стацій — в одних випадках різноманітний, в інших обмежений екологічними рамками і іноді зведеного до єдиного типу місцеперебування. Однак часто вид не обмежується заселенням тільки лише однією стації: проявляється закономірна зміна видами своїх місць існування. Зміна стацій може бути зональною, вертикальною, сезонною і річною.
Зональна зміна стацій властива багатьом трансзональним видам (тобто видам, ареал яких перетинає кілька природних зон): при просуванні на північ ареалу обираються сухіші, добре прогріті відкриті місцеперебування, в той час як при просуванні на південь заселяються більш зволожені і затінені стації, часто з густим рослинним покривом. Особливою формою зональної зміни стацій є зональна зміна ярусів — перехід в сухих частинах ареалу наземних видів до підземного способу життя. Вертикальна зміна стацій аналогічна зональній, але характерна для гірських умов. Якщо гірська система підпирається аридними ландшафтами — степами або пустелями, а низинна частина ареалу відсунута від гірської на північ, тоді з підвищенням рівня види переходять у зволоженіші стації. При контакті низинної і гірської частин ареалу підвищення вертикального рівня викликає переміщення видів з вологіших стацій в менш зволожені і більш відкриті.
Сезонна і річна зміни стацій є наслідком вимушених міграцій виду в результаті змін мікроклімату, погодних умов і стану рослинного покриву. Перша характерна для областей з жарким літом і полягає в переході в зволоженіші стації. Річна зміна стацій викликається відхиленням кліматичних показників від середньої норми і приводить в сухі роки до переміщення ряду видів у вологі стації і, навпаки, у вологі роки — до переміщення в сухі стації.

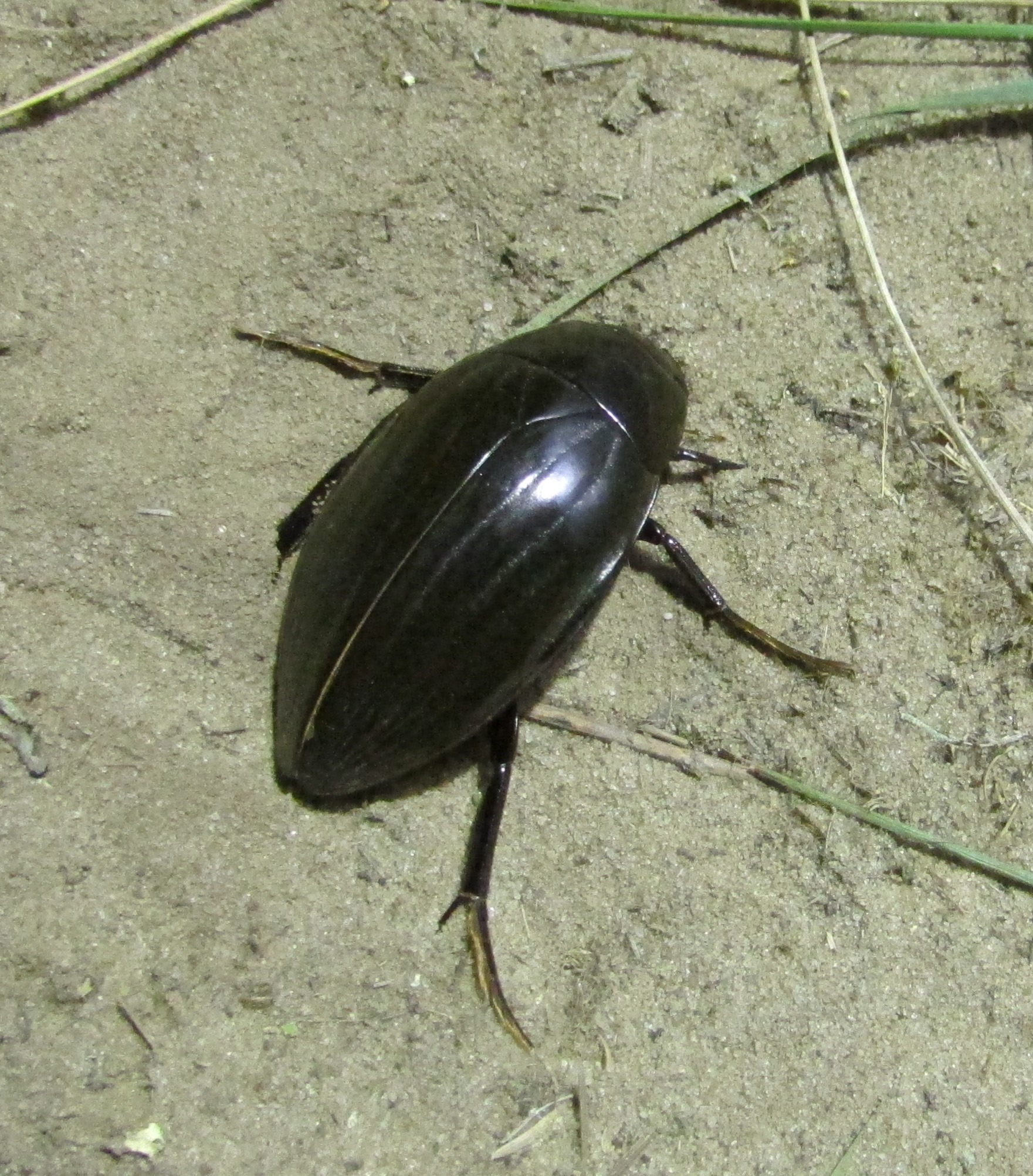
Обтічна форма тіла, гладенька спинна поверхня водолюба (Hydrophilus piceus) — адаптація до активного пересування жука у товщі води

Екологічною основою зміни стацій є суворе підпорядкування своєму екологічному стандарту. В результаті змінюється тип заселених стацій, що приводить в кінцевому підсумку до зміни екології виду, стимулює внутрішньовидову диференціацію і стає фактором еволюції. Нерідкі випадки, коли в різних зонах вид представлений різними підвидами або навіть диференціювався на два дуже близьких види.
Географічно збільшена стація являє собою ареал. Для багатьох комах відомі суцільні ареали, хоча в класі, як з'ясовується останнім часом, відносно висока частка видів-двійників, котрі часом розрізняються лише за біохімічними особливостями. Також, як і ареали інших тварин, ареал комах характеризується належністю до однієї або декількох зоогеографічних областей. Деякі дослідники вважають, що можна створити єдину детальну схему зоогеографічного районування, прийнятну для всіх комах. Інші вважають, що створення такої універсальної схеми неможливе, позаяк навіть така єдина в таксономічному відношенні група, як комахи, не являє собою чогось єдиного стосовно закономірностей географічного поширення. Тому безглуздо намагатися створити єдину зоогеографічну карту, а слід розробляти карти для окремих екологічних груп комах. Зокрема, така карта для реофільних амфібіотичних комах (більшість поденщин) абсолютно непорівнянна з картою для рослиноїдних наземних комах і суттєво відрізняється від карти лімнофільних амфібіотичних комах, як, наприклад, бабки. Для загальної характеристики розташування ареалів найрізноманітніших комах зазвичай використовують широко визнані назви великих розділів суші: Палеарктика, Неарктика, Голарктика, Амфіпацифічний сектор, Ефіопська область, Орієнтальна область, Арктогея, Неотропіки і Австралійська область.

### Екстремальні умови проживання
Комахи заселяють навіть приполярні області: Антарктиду і Арктику (Гренландію, Нову Землю, острів Врангеля, Чукотський півострів та інші). Ендемік Антарктики безкрилий комар-дзвінець Belgica antarctica з родини Chironomidae (відділ двокрилі) до того ж найбільш сухопутні (не залишають поверхню землі) тварини Антарктиди. Гусениці метелика Gynaephora groenlandica (Гренландія і Канада) здатні під час зимівель переживати температури до −70 °C. На острові Гренландія є кілька ендемічних видів комах, наприклад жук Atheta groenlandica.
Термофільний напівводний жук Zaitzevia thermae (з родини річковики, Elmidae) здатний мешкати в термальних джерелах. У штаті Монтана (США) він виявлений в незвично теплих водах — до 29 °C.

## Походження та еволюція
Встановлення походження класу комах стикається з певними труднощами. Ключова проблема полягає у відсутності скам'янілостей, за якими можна було б встановити філогенетичні відносини комах.
Традиційно на основі морфологічних порівнянь (особливо трахеальних дихальних систем) найближчими родичами комах вважали багатоніжок. Згідно з цією точкою зору обидві групи об'єднували в таксон «неповновусі» (Atelocerata).
Однак побудова філогенезу на основі послідовностей генів і недавні морфологічні дослідження свідчать, що комахи ближчі до ракоподібних, ніж до багатоніжок. Прихильники цієї філогенетичної гіпотези об'єднали ракоподібних і комах в єдиний таксон Pancrustacea. Ця гіпотеза також не беззаперечна. Ракоподібні відомі з відкладень раннього кембрію (близько 511 млн років), у той час як комахи з'являються в палеонтологічному літописі тільки в ранньому девоні (близько 410 млн років). Таким чином, гіпотеза про походження ракоподібних і комах від єдиного спільного предка породжує часовий проміжок близько 100 млн років, протягом якого комахи повинні були існувати. Відсутність останків комах в палеонтологічному літописі протягом зазначеного періоду зазвичай пояснюється тим, що вони не збереглися до наших днів. Новітні морфологічні порівняння і філогенетичні реконструкції на основі геномних послідовностей вказують, що комахи є нащадками ракоподібних, а не сестринським таксоном. Це висновок добре узгоджується з палеонтологічними даними. Однак морфологічні та молекулярні дані не узгоджуються при визначенні найближчих родичів комах серед ракоподібних: морфологічні дані вказують на спорідненість комах з вищими ракоподібними, а молекулярні — з зяброногими. Відповідно до останньої гіпотези еволюційна гілка комах відокремилася від ракоподібних в пізньому силурі — ранньому девоні. Ця оцінка узгоджується і з палеонтологічними даними, і з оцінкою на основі молекулярного годинника.

## Екологія та різноманітність
Комахи освоїли земну поверхню, ґрунт, повітря. Деякі види повторно заселили прісні водойми (клопи-водоміри, деякі їздці), меншість проникла в моря (деякі двокрилі). Розміри комах варіюють у дуже широких межах. Самці тропічного жука-геркулеса досягають 17 см, а самиці всього 8 см, найбільшим жуком вважається Вусач-титан гігантський — 17-18 см, деякі види паличників — до 30 см, а найбільшим з них є фобетікус Чана, який досягає 357 мм у довжину, а з випростаними передніми ногами — усі 567 мм. Розмах крил метелика совки агріппи — 28 см. Найменші комахи — до 0,3 мм завдовжки.
До комах з неповним перетворенням належать ряди Таргани, Терміти, Прямокрилі, Воші, Напівтвердокрилі, Богомоли та інші. До комах з повним перетворенням — ряди Твердокрилі, Лускокрилі, Перетинчастокрилі, Двокрилі, Блохи та інші.

## Цікаві факти

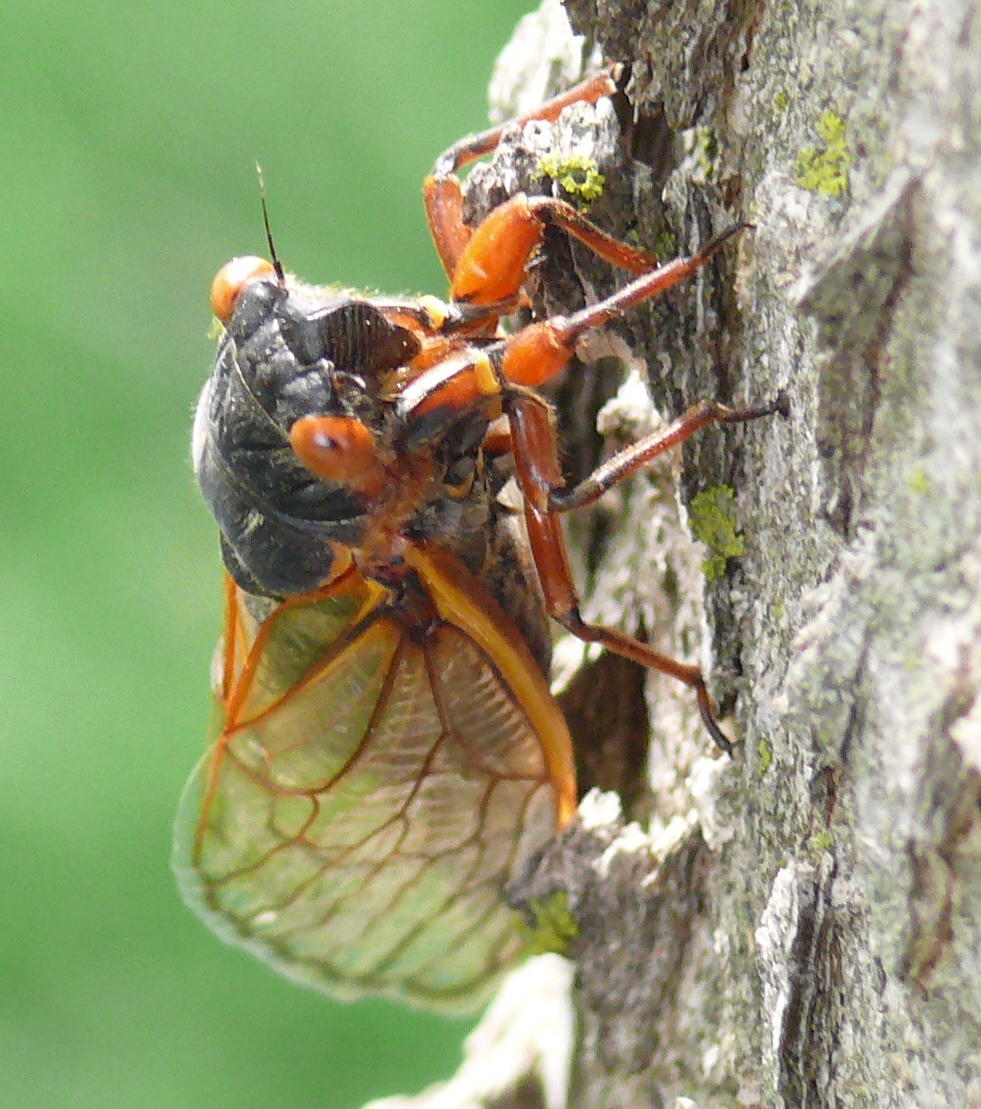
17-річна періодична цикада M. septendecim

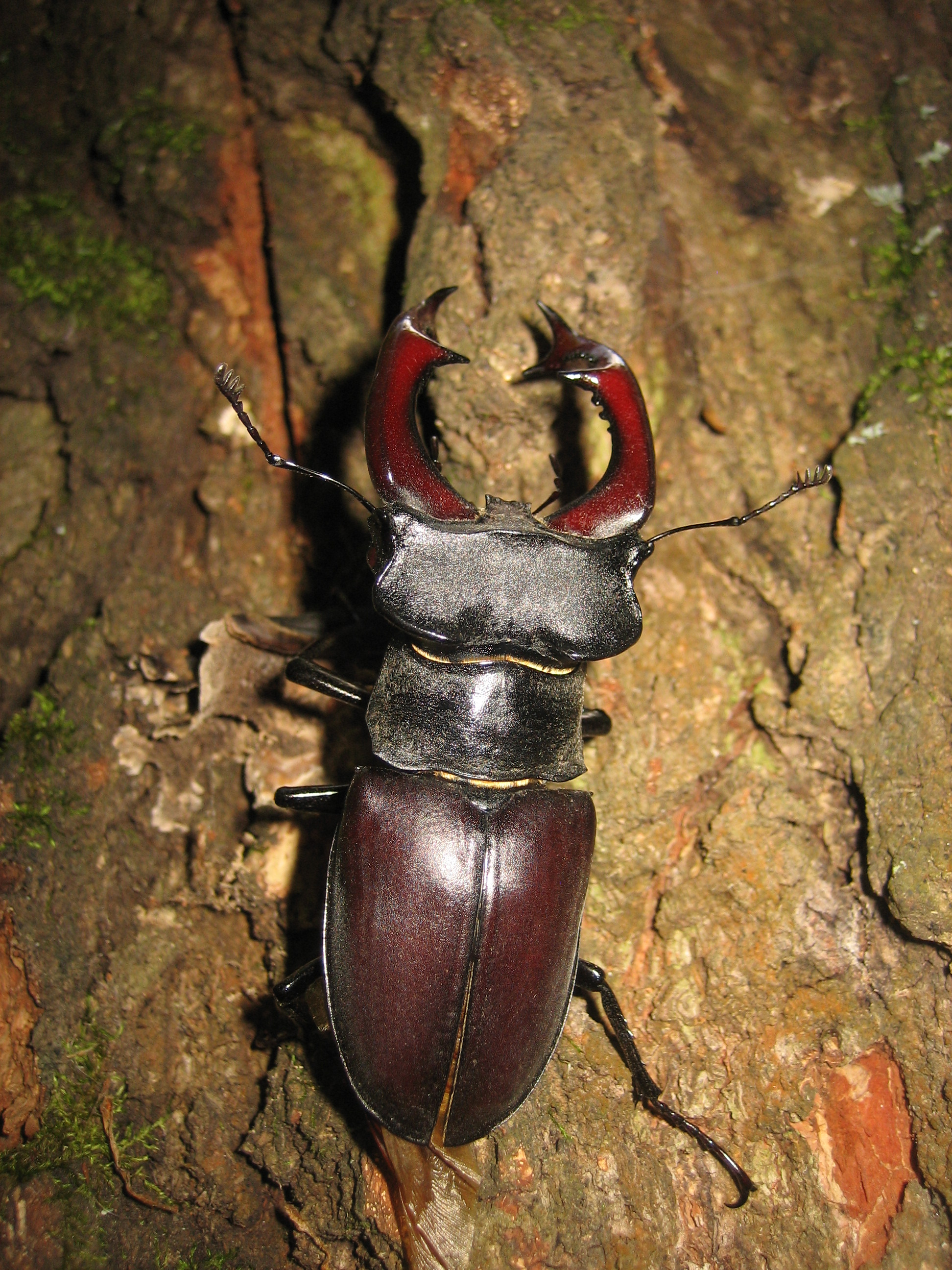
Cамець жука-оленя L. cervus

- Найкоротша тривалість життя імаго серед комах у метелика Соленобія (Solenobia triquetrella) із родини Чохлоніски (Psychidae). Живе самиця Соленобії всього кілька хвилин.
- Тривалість життєвого циклу в 17-річної періодичної цикади Magicicada septendecim становить, як зрозуміло із назви, 17 років.
- Серед гуртосімейних комах довгожителями є цариці мурах (Formicidae), що здатні прожити 15 — 20 років.
- Деякі однопорі метелики з родини Prodoxidae здатні до 19 років знаходитися на стадії лялечки.
- Тривалість життя деяких бліх, що паразитують на гризунах, може сягати 1725 діб, тобто 4,7 року.
- Мадагаскарський тарган — черепашка (Gromphadorhina portentosa) здатний прожити понад 7 років.
- Тривалість життя імаго жука-оленя Lucanus cervus становить кілька тижнів, тоді як його личинка живе 5 років.